# Рихенза Швабска
Рихенза Швабска (на немски: Richenza von Schwaben, Richeza, Richza); * ок. 1025; † пр. 1083 ?) от фамилията на Ецоните, е чрез първия си брак графиня на Верл, чрез втория си брак графиня на Нортхайм и от 1061 до 1070 г. херцогиня на Бавария.

## Произход
Тя е дъщеря на лотарингския пфалцграф и херцог на Швабия Ото II († 1047).

## Фамилия
Първи брак: с граф Херман III фон Верл († сл. 1055). Те имат дъщеря:
- Ода фон Верл (* ок. 1050; † 13 януари 1110), омъжена ок. 1065 г. за маркграф Лотар Удо II († 4 май 1082), граф на Щаде и маркграф на Северната марка от род Удони.

Втори брак: след смъртта на Херман Рихенза се омъжва втори път за граф Ото Нортхаймски (1020; † 11 януари 1083) от графския род Нортхайми и от 1061 до 1070 г. като Ото II херцог на Бавария. През лятото 1073 г. Ото ръководи саксонското въстание против Хайнрих IV. Голямата собственост на нейния втори съпруг отива по-късно на Лотар III, който е женен за Рихенза, внучката на Рихенза и Ото Нортхаймски.
Рихенза и Ото Нортхаймски имат седем деца:
- Хайнрих Дебели († 1101), маркграф на Фризия
- Куно († 1103), граф на Байхлинген
- Зигфрид III († 1107), граф на Бойнебург
- Ото II, граф на Нортхайм
- Ида (* 1050/1060; † сл. 1100), ∞ Тимо, граф на Брена (Ветини)
- Етелинда (* 1050; † сл. 1075), ∞ I 1062 г. Велф I д’Есте, херцог на Бавария, разведена 1070, ∞ II 1070 г. Херман, 1115 граф на Калвелаге
- Матилда ∞ граф Конрад II фон Арнсберг-Верл (1040 – 1092)